# Ish Smith
Pour les articles homonymes, voir Smith.
Ishmael « Ish » Larry Smith, né le 5 juillet 1988 à Charlotte en Caroline du Nord, est un joueur américain de basket-ball évoluant au poste de meneur et mesurant 1,80 m.
Avec 13 équipes à son actif, il est le joueur de l'histoire de la NBA à avoir joué pour le plus grand nombre de franchises.

## Biographie

### Carrière universitaire
En quatre ans à l'université de Wake Forest, Ishmael Smith présente des moyennes de 9,2 points, 5,1 passes décisives, 3,7 rebonds et 1,26 interceptions en 121 matchs dont 91 en tant que titulaire et est devenu leur premier joueur à atteindre la barre des 1 000 points (1 114) et des 600 passes décisives (622).

### Carrière professionnelle

#### Rockets de Houston (2010-fév. 2011)
En juin 2010, il se présente à la draft mais n'est pas sélectionné. Durant l'été, il participe à la Summer League avec les Rockets de Houston et termine en cinq matchs à 7,8 points et 4,8 passes décisives de moyenne. Le 23 août, Ish obtient un contrat de la part de cette franchise. Le 17 janvier 2011, il est envoyé en D-League chez les Vipers de Rio Grande Valley. Le 24 janvier, il est rappelé dans l'effectif des Rockets puis renvoyé en D-League le 1er février.

#### Grizzlies de Memphis (fév.-déc. 2011)
Le 24 février 2011, il est échangé aux Grizzlies de Memphis avec Shane Battier contre DeMarre Carroll, Hasheem Thabeet et un futur premier tour de draft.
Smith dispute quinze rencontres avec les Grizzlies lors de la saison 2010-2011 en sortant du banc.
Le 14 décembre 2011, Smith est libéré par les Grizzlies.

#### Warriors de Golden State (déc. 2011-jan. 2012)
Le 16 décembre 2011, Smith rejoint les Warriors de Golden State. Le 28 décembre, il est titulaire avec les Warriors lors de la victoire des siens contre les Knicks de New York à la place de Stephen Curry blessé. Il termine ce match avec 11 point, 6 rebonds et 4 passes décisives.
Le 13 janvier 2012, il est libéré par les Warriors.

#### Magic d'Orlando (fév. 2012-fév. 2013)
Le 2 février 2012, il s'engage pour la franchise floridienne du Magic d'Orlando.

#### Bucks de Milwaukee (fév. 2013-août 2013)
Le 21 février 2013, Smith est transféré aux Bucks de Milwaukee avec J. J. Redick et Gustavo Ayón contre Beno Udrih, Doron Lamb et Tobias Harris.

#### Suns de Phoenix (août 2013-juil. 2014)
Le 29 août 2013, Smith et Vyacheslav Kravtsov sont transférés aux Suns de Phoenix contre Caron Butler. Lors de son troisième match avec les Suns, Smith réalise son record de passes en carrière avec 8 unités lors de la victoire des siens 104 à 98 contre les Pelicans de La Nouvelle-Orléans. Le 4 janvier 2014, Smith renouvelle cette performance lors de la victoire des Suns 116 à 100 contre les Bucks de Milwaukee en terminant le match avec 8 points, 8 passes décisives, 2 rebonds et 3 interceptions. Smith est aussi le troisième joueur à distribuer au moins 8 passes sur deux matches en ayant joué moins de 20 minutes avec les Suns, rejoignant ainsi Jeff Hornacek et Goran Dragić.
Le 21 février 2014, lors de la victoire 106 à 85 contre les Spurs de San Antonio, Smith réalise son record de points avec 15 unités auxquelles il ajoute 7 rebonds, 4 passes décisives, 2 interceptions et 2 contres (avec 10 points, 5 rebonds, 3 passes décisives, 2 interceptions et 2 contres lors du second quart-temps).
Le 15 juillet 2014, Smith est libéré par les Suns.

#### Rockets de Houston/Thunder d'Oklahoma City (juil. 2014-fév. 2015)
Le 19 juillet 2014, Smith signe avec les Rockets de Houston. Toutefois, il est libéré par les Rockets le 27 octobre 2014.
Le 7 novembre 2014, Smith signe avec le Thunder d'Oklahoma City pour aider l'équipe qui compte un grand nombre de blessés. Oklahoma City utilise la NBA hardship exemption pour le signer et avoir l'autorisation de disposer de 16 joueurs dans son effectif, habituellement limité à 15. À la fin de cet accord, Smith est conservé au sein de l'effectif qui préfère se séparer de Sebastian Telfair.
Le 19 février 2015, Smith est transféré, avec les droits sur Latavious Williams contre une somme d'argent et des choix de draft, aux Pelicans de La Nouvelle-Orléans contre un futur choix de draft mais il est aussitôt libéré par les Pelicans.

#### Sixers de Philadelphie (fév. 2015-juil. 2015)
Le 22 février 2015, Smith signe avec les Sixers de Philadelphie. Le 2 mars 2015, il bat ses records de points et de passes décisives avec respectivement 19 et 9 unités lors de la défaite des Sixers 103 à 114 contre les Raptors de Toronto.
Les chiffres offensifs des 76ers ont augmenté depuis que Smith est nommé meneur de jeu titulaire, et Nerlens Noel a fait référence à Smith comme "le premier vrai meneur avec qui j'ai jamais joué".
Avec les 76ers, il tourne à 12 points et 6,1 passes décisives en 27,1 minutes par match en 2014-15, ses meilleures moyennes en carrière.

#### Wizards de Washington/Pelicans de La Nouvelle-Orléans (sept.-déc. 2015)
Le 25 septembre 2015, Smith signe avec les Wizards de Washington. Toutefois, il est coupé par les Wizards le 24 octobre après avoir disputé cinq matches de présaison avec eux.
Le 26 octobre 2015, il signe avec les Pelicans de La Nouvelle-Orléans et fait ses débuts avec l'équipe le lendemain lors du premier match de la saison. En 38 minutes de jeu, en sortant du banc, il termine avec 17 points et 9 passes décisives lors de la défaite des Pelicans 111 à 95 chez les Warriors de Golden State. Le 6 novembre, il termine avec 8 points et établit son record de passes avec 11 unités lors de la défaite contre les Hawks d'Atlanta. Quatre jours plus tard, il réalise son premier double-double avec 17 points et 12 passes décisives, son nouveau record, lors de la victoire 120 à 105 contre les Mavericks de Dallas, la première victoire des Pelicans de la saison. Le 20 novembre, il bat son record de passes pour la troisième fois en terminant la rencontre avec 17 points et 13 passes lors de la victoire des Pelicans 104 à 90 contre les Spurs de San Antonio.

#### Retour à Philadelphie (déc. 2015-2016)
Le 24 décembre 2015, il est transféré aux Sixers de Philadelphie contre deux futurs seconds tour de draft. Pour son retour avec les Sixers, deux jours plus tard, il marque 14 points et aide l'équipe à remporter sa seconde victoire de la saison en battant les Suns de Phoenix 111 à 104. Le 9 janvier 2016, il bat son record de points avec 28 unités lors de la défaite contre les Raptors de Toronto. Dans ce match, il marque 18 des 25 points de son équipe dans le troisième quart-temps.

#### Pistons de Détroit (2016-2019)
Le 1er juillet 2016, il signe aux Pistons de Détroit un contrat de 18 millions de dollars sur trois ans.

#### Wizards de Washington (2019-2021)
Début juillet 2019, il signe un contrat de 2 ans et 12 millions de dollars avec les Wizards de Washington.

#### Hornets de Charlotte (2021-février 2022)
En août 2021, il signe pour une saison en faveur des Hornets de Charlotte.

#### Retour aux Wizards de Washington (février 2022 - juin 2022)
En février 2022, il est transféré aux Wizards de Washington avec Vernon Carey Jr. en échange de Montrezl Harrell.

#### Nuggets de Denver (2022-2023)
En juin 2022, il est transféré aux Nuggets de Denver avec Kentavious Caldwell-Pope en échange de Monté Morris et de Will Barton. Il établit ainsi le record du nombre de franchise au cours d'une carrière avec 13 franchises différentes.

#### Hornets de Charlotte (2021-février 2022)
En août 2021, il signe pour une saison en faveur des Hornets de Charlotte.

#### Retour aux Hornets de Charlotte (2023-février 2024)
Fin octobre 2023, il s'engage aux Hornets de Charlotte. Il est licencié par les Hornets en février 2024.

### Reconversion
En octobre 2024, Ish Smith arrête sa carrière de joueur et rejoint l'encadrement des Wizards de Washington comme scout.

## Palmarès
- Champion NBA en 2023 avec les Nuggets de Denver
- Champion de la Conférence Ouest en 2023 avec les Nuggets de Denver

## Statistiques

### Universitaires
Le tableau suivant présente les statistiques individuelles de Ishmael Smith pendant sa carrière universitaire,.
| S       | U           | G   | MP    | PTS   | PPG  | FG  | FGA   | FG%    | 3P | 3PA | 3P%    | FT  | FTA | FT%    | TRB | AST | STL | BLK | TOV | PF  |
| ------- | ----------- | --- | ----- | ----- | ---- | --- | ----- | ------ | -- | --- | ------ | --- | --- | ------ | --- | --- | --- | --- | --- | --- |
| 2006-07 | Wake Forest | 31  | 927   | 269   | 8,7  | 102 | 238   | 42,9 % | 23 | 65  | 35,4 % | 42  | 91  | 46,2 % | 117 | 186 | 36  | 1   | 112 | 85  |
| 2007-08 | Wake Forest | 29  | 962   | 258   | 8,6  | 109 | 256   | 42,6 % | 24 | 71  | 33,8 % | 16  | 55  | 29,1 % | 103 | 141 | 40  | 2   | 84  | 58  |
| 2008-09 | Wake Forest | 30  | 638   | 179   | 6,2  | 71  | 165   | 43 %   | 7  | 29  | 24,1 % | 30  | 38  | 78,9 % | 77  | 100 | 25  | 1   | 59  | 34  |
| 2009-10 | Wake Forest | 31  | 1 140 | 408   | 13,2 | 176 | 419   | 42 %   | 12 | 54  | 22,2 % | 44  | 89  | 49,4 % | 151 | 185 | 52  | 19  | 95  | 55  |
| Total   | Total       | 121 | 3 667 | 1 114 | 9,2  | 458 | 1 078 | 42,5 % | 66 | 219 | 30,1 % | 132 | 273 | 48,4 % | 448 | 612 | 153 | 23  | 350 | 232 |

### Professionnelles

#### Saison régulière
| Saison    | Équipe              | Matchs | Titul. | Min./m | % Tir | % 3pts | % LF | Rbds/m. | Pass/m. | Int/m. | Ctr/m. | Pts/m. |
| --------- | ------------------- | ------ | ------ | ------ | ----- | ------ | ---- | ------- | ------- | ------ | ------ | ------ |
| 2010-2011 | Houston             | 28     | 3      | 11,7   | 38,6  | 37,5   | 70,0 | 1,50    | 2,29    | 0,46   | 0,07   | 2,64   |
| 2010-2011 | Memphis             | 15     | 0      | 7,5    | 34,4  | 0,0    | 45,5 | 0,33    | 1,00    | 0,33   | 0,00   | 1,80   |
| 2011-2012 | Orlando             | 20     | 0      | 8,5    | 37,3  | 25,0   | 75,0 | 1,30    | 1,60    | 0,55   | 0,10   | 2,25   |
| 2011-2012 | Golden State        | 6      | 1      | 10,5   | 40,0  | 40,0   | 50,0 | 1,50    | 1,50    | 0,67   | 0,00   | 4,50   |
| 2012-2013 | Orlando             | 36     | 3      | 10,5   | 33,6  | 23,5   | 42,9 | 1,28    | 1,61    | 0,36   | 0,17   | 2,36   |
| 2012-2013 | Milwaukee           | 16     | 0      | 8,6    | 39,5  | 40,0   | 0,0  | 0,94    | 1,88    | 0,50   | 0,19   | 2,38   |
| 2013-2014 | Phoenix             | 70     | 1      | 14,4   | 42,3  | 04,3   | 56,4 | 1,84    | 2,56    | 0,70   | 0,19   | 3,73   |
| 2014-2015 | Oklahoma City       | 30     | 0      | 5,2    | 33,3  | 20,0   | 66,7 | 0,90    | 0,93    | 0,13   | 0,03   | 1,23   |
| 2014-2015 | Philadelphie        | 25     | 14     | 27,1   | 39,8  | 30,9   | 58,3 | 2,92    | 6,08    | 1,28   | 0,20   | 12,04  |
| 2015–2016 | La Nouvelle-Orléans | 27     | 3      | 22,9   | 43,0  | 30,3   | 76,7 | 3,41    | 5,70    | 0,89   | 0,22   | 8,85   |
| 2015–2016 | Philadelphie        | 50     | 50     | 32,4   | 40,5  | 33,6   | 66,9 | 4,26    | 6,96    | 1,28   | 0,36   | 14,66  |
| 2016-2017 | Détroit             | 81     | 32     | 24,1   | 43,9  | 26,7   | 70,6 | 2,90    | 5,16    | 0,75   | 0,41   | 9,36   |
| 2017-2018 | Détroit             | 82     | 35     | 24,9   | 48,6  | 34,7   | 69,8 | 2,73    | 4,39    | 0,78   | 0,24   | 10,90  |
| 2018-2019 | Détroit             | 56     | 0      | 22,3   | 41,9  | 32,6   | 75,8 | 2,59    | 3,62    | 0,50   | 0,20   | 8,95   |
| 2019-2020 | Washington          | 68     | 23     | 26,3   | 44,7  | 36,7   | 72,1 | 3,22    | 4,91    | 0,87   | 0,44   | 10,88  |
| 2020-2021 | Washington          | 44     | 1      | 21,0   | 43,4  | 36,7   | 57,6 | 3,40    | 3,90    | 0,70   | 0,30   | 6,70   |
| 2021–2022 | Charlotte           | 37     | 1      | 13,8   | 39,5  | 40,0   | 63,2 | 1,54    | 2,65    | 0,54   | 0,27   | 4,54   |
| 2021–2022 | Washington          | 28     | 0      | 22,0   | 45,7  | 35,7   | 60,0 | 2,96    | 5,21    | 0,96   | 0,46   | 8,64   |
| Total     | Total               | 719    | 167    | 20,0   | 43,0  | 32,5   | 67,7 | 2,49    | 3,89    | 0,72   | 0,26   | 7,55   |

#### Playoffs
| Saison | Équipe     | Matchs | Titul. | Min./m | % Tir | % 3pts | % LF | Rbds/m. | Pass/m. | Int/m. | Ctr/m. | Pts/m. |
| ------ | ---------- | ------ | ------ | ------ | ----- | ------ | ---- | ------- | ------- | ------ | ------ | ------ |
| 2011   | Memphis    | 5      | 0      | 2,0    | 66,7  | 0,0    | 0,0  | 0,40    | 0,40    | 0,20   | 0,00   | 0,80   |
| 2012   | Orlando    | 1      | 0      | 4,6    | 0,0   | 0,0    | 0,0  | 1,00    | 0,00    | 0,00   | 1,00   | 0,00   |
| 2013   | Milwaukee  | 4      | 0      | 2,8    | 0,0   | 0,0    | 0,0  | 0,25    | 0,75    | 0,00   | 0,00   | 0,00   |
| 2019   | Détroit    | 4      | 0      | 20,2   | 26,3  | 14,3   | 75,0 | 2,75    | 3,50    | 0,75   | 0,25   | 6,00   |
| 2021   | Washington | 5      | 0      | 22,2   | 37,2  | 28,6   | 0,0  | 3,20    | 2,80    | 1,40   | 0,40   | 6,80   |
| Total  | Total      | 19     | 0      | 11,5   | 32,9  | 21,4   | 75,0 | 1,60    | 1,70    | 0,60   | 0,20   | 3,30   |

## Records sur une rencontre en NBA
Les records personnels d'Ish Smith en NBA sont les suivants, :
| Type de statistique        | Saison régulière | Saison régulière            | Saison régulière | Playoffs | Playoffs                | Playoffs      |
| Type de statistique        | Record           | Adversaire                  | Date             | Record   | Adversaire              | Date          |
| -------------------------- | ---------------- | --------------------------- | ---------------- | -------- | ----------------------- | ------------- |
| Points                     | 32               | Nuggets de Denver           | 4 janvier 2020   | 11       | Bucks de Milwaukee      | 20 avril 2019 |
| Paniers marqués            | 15               | Nuggets de Denver           | 4 janvier 2020   | 5        | @ 76ers de Philadelphie | 26 mai 2021   |
| Paniers tentés             | 28               | @ Knicks de New York        | 18 janvier 2016  | 14       | @ 76ers de Philadelphie | 26 mai 2021   |
| Paniers à 3 points réussis | 4                | @ Raptors de Toronto        | 20 décembre 2019 | 1        | 3 fois                  | 3 fois        |
| Paniers à 3 points tentés  | 8                | 2 fois                      | 2 fois           | 4        | Bucks de Milwaukee      | 20 avril 2019 |
| Lancers francs réussis     | 7                | Knicks de New York          | 8 avril 2016     | 2        | Bucks de Milwaukee      | 20 avril 2019 |
| Lancers francs tentés      | 8                | 3 fois                      | 3 fois           | 2        | 2 fois                  | 2 fois        |
| Rebonds offensifs          | 4                | 2 fois                      | 2 fois           | 1        | 2 fois                  | 2 fois        |
| Rebonds défensifs          | 12               | @ Trail Blazers de Portland | 26 mars 2016     | 5        | 2 fois                  | 2 fois        |
| Rebonds totaux             | 14               | @ Trail Blazers de Portland | 26 mars 2016     | 6        | 2 fois                  | 2 fois        |
| Passes décisives           | 16               | @ Knicks de New York        | 18 janvier 2016  | 6        | @ Bucks de Milwaukee    | 14 avril 2019 |
| Interceptions              | 7                | Trail Blazers de Portland   | 28 février 2017  | 3        | @ 76ers de Philadelphie | 23 mai 2021   |
| Contres                    | 3                | Hornets de Charlotte        | 29 mars 2016     | 1        | 4 fois                  | 4 fois        |
| Balles perdues             | 7                | @ Kings de Sacramento       | 24 mars 2015     | 2        | 2 fois                  | 2 fois        |
| Minutes jouées             | 44               | @ Knicks de New York        | 18 janvier 2016  | 26       | @ 76ers de Philadelphie | 2 juin 2021   |

- Double-double : 20
- Triple-double : 0

Dernière mise à jour : 15 juillet 2022

## Salaires
Les gains d'Ish Smith en carrière sont les suivants :
| Saison      | Équipe                   | Salaire      |
| ----------- | ------------------------ | ------------ |
| 2010-2011   | Grizzlies de Memphis     | 473 604 $    |
| 2011-2012   | Magic d'Orlando          | 522 486 $    |
| 2011-2012   | Warriors de Golden State | 116 768 $    |
| 2012-2013   | Bucks de Milwaukee       | 854 389 $    |
| 2013-2014   | Bucks de Milwaukee       | 951 463 $    |
| 2014-2015   | Rockets de Houston       | 981 084 $    |
| 2014-2015   | 76ers de Philadelphie    | 981 084 $    |
| 2015-2016   | 76ers de Philadelphie    | 1 100 602 $  |
| 2016-2017   | Pistons de Détroit       | 6 000 000 $  |
| 2017-2018   | Pistons de Détroit       | 6 000 000 $  |
| 2018-2019   | Pistons de Détroit       | 6 000 000 $  |
| 2019-2020   | Wizards de Washington    | 6 000 000 $  |
| 2020-2021   | Wizards de Washington    | 6 000 000 $  |
| 2021-2022   | Wizards de Washington    | 4 500 000 $  |
| 2022-2023   | Nuggets de Denver        | 4 725 000 $  |
| Total Gains | Total Gains              | 45 206 480 $ |
| 2023-2024   | Hornets de Charlotte     | 2 019 706 $  |